# Stig Enemark
Stig Enemark (født 1. februar 1943) er professor ved Institut for Samfundsudvikling og Planlægning under Det teknisk-naturvidenskabelige Fakultet på Aalborg Universitet.
Stig Enemark er oprindelig uddannet landinspektør fra Den Kongelige Veterinær- og Landbohøjskole i 1966.
Stig Enemark er i dag en kapacitet såvel nationalt som internationalt inden for samfundsudvikling og planlægning. Han er blandt andet udpeget af Verdensbanken som såkaldt "Capacity Building Expert" og har desuden en lang række direktørposter bag sig i Den Internationale Landinspektørforening (FIG ~Federation Internationale Geometré). I 2006 blev Stig Enemark valgt til Verdenspræsident for FIG, perioden 2007 til 2010.